# 그 여자네 집
《그 여자네 집》은 2001년 4월 28일부터 같은 해 10월 21일까지 방영한 문화방송 주말연속극으로, 전작 《엄마야 누나야》 후속으로 방영되었다.
그리고 2019년 개국한 MBC ON에서 다시 방송 중이다.

## 소개
성장환경이 다른 두 커플이 여러 가지 갈등 때문에 이혼과 결별을 겪지만 결국 결합하는 과정을 그린 홈 멜로 드라마. 사극의 인기 속에서도 높은 시청률을 기록한다.

## 등장 인물
| - 김남주(김영욱) - 차인표(장태주) - 김현주(박영채) - 이서진(이준희) | - 박근형(영욱 아버지) - 이효춘(영욱 어머니) - 김복희(영욱 친할머니) - 김철기(영훈) : 영욱 남동생. 미국 유학 (중도하차) - 박상면(김대웅) : 영욱 삼촌. 정미소 남편 - 이아현(정미소) : 영욱 숙모. 김대웅 아내 | - 심양홍(태주 아버지) - 김해숙(태주 어머니) - 김영옥(태주 친할머니) - 윤유선(장태숙) - 허영란(장태희) - 김세준(태숙 남편) - 윤태영(흥남) | - 현석(박태완) : 영채 아버지 - 박원숙(김동숙) : 영채의 어머니 | - 정욱(이동철) : 준희 할아버지 - 최재호(준희 6촌형) : 이동철 회장댁 집사 |

### 그 외 인물
- 임호(남혁)
- 장서희(채연)
- 한예린(김자람) : 김대웅 정미소 딸
- 서범식, 손영준, 김철기, 최세환, 주우, 송재윤, 문보연, 고주희, 홍순창, 홍은희, 이숙, 권은아, 차서원, 손민우, 양현태, 문회원, 김혜옥

## 이모저모
- 김정수 작가는 98년 《그대 그리고 나》 이후 SBS로 이적한 뒤 3년 만에 MBC로 복귀했으며 박종 PD는 작가의 전작 《엄마의 바다》 연출자인 박철 PD의 친동생이다.[1]
- 박종 PD의 대학 1년 선배인 김수룡[2]이 만든 드라마 중 《행복은 우리 가슴에》라는 작품이 있는데, 본 작품에서 영채의 아버지-태주의 친할머니로 각각 출연한 현석과 김영옥이 장인-장모 관계로 출연했었다.[3] 또한 본 작품에서 영채의 외숙부 외숙모로 출연한 박근형과 이효춘이 중도 합류한 바 있다.[4]

영채 아버지 (현석) 영채 어머니 (박원숙)이 준희 (이서진)에게 행한 악행을 생각한다면 준희가 조부 이동철 (정욱) 오성그룹 회장과 상봉 한 후 억장이 무너지고 영채 (김현주)도 불행해지게 되는 결말로 끝나는 것으로 시청자들 다수가 예상했었으나
작가 특성 상 전원일기에서 보았듯이 서로 용서하고 화해하는 아량을 베푸는 것으로 마무리 짓는 것도 나쁘지 않다고 판단되고 영채 부모의 속물 근성과 뻔뻔한 모습을 그대로 보여주는 것도 나쁘지 않다 판단되어 서로 용서하고 화해하는 걸로 결말 지었다.

## 수상(2001MBC 연기대상)
- 인기상, 여자 최우수상 김남주
- 남자 최우수상, 대상 차인표
- 여자 우수상 김현주
- 남자 신인상 이서진